# Попович, Сильвия (волейболистка)
Сильвия Попович (в девичестве Радович; серб. Силвија Поповић (Радовић), р. 15 марта 1986, Никшич, СР Черногория, СФРЮ) — сербская волейболистка, либеро. Чемпионка мира 2018, двукратная чемпионка Европы, серебряный (2016) и бронзовый (2020) призёр Олимпийских игр.

## Биография
Сильвия родилась в спортивной семье. Её отец — югославский черногорский футболист Ягош Радович.
Волейбольная карьера Сильвии Попович началась выступлениями за команду «Лука Бар» из города Бара. В её составе волейболистка выиграла свою первую медаль — серебряную в розыгрыше Кубка Сербии и Черногории 2004. В 2006 Попович перешла в сильнейшую команду Сербии — белградский «Поштар-064», с которым трижды подряд выигрывала чемпионат и Кубок страны. В 2009—2012 на протяжении трёх сезонов выступала за азербайджанскую «Рабиту». В её составе три раза подряд становилась чемпионкой Азербайджана, играла в финале Лиги чемпионов ЕКВ и побеждала в клубном чемпионате мира. Сезон 2012—2013 Попович пропустила в связи с замужеством и рождением ребёнка. В 2013 возобновила игровую карьеру в швейцарском «Волеро», за который играла на протяжении 5 лет, неизменно выигрывая все внутренние соревнования Швейцарии, а также дважды став бронзовым призёром чемпионата мира среди клубов (в 2015 и 2017 годах), причём на обоих турнирах признавалась лучшей либеро. В 2018 году заключила контракт с сильнейшим клубом Казахстана — усть-каменогорским «Алтаем».
В 2005 году Сильвия Попович стала серебряным призёром молодёжного чемпионата мира в составе команды Сербии и Черногории, получив при этом приз лучшему принимающему. В 2009 волейболистка дебютировала в национальной команде Сербии на чемпионате Европы. Всего за время своей карьеры в сборной страны Попович выиграла 8 медалей на официальных международных соревнованиях, в том числе «золото» чемпионата мира 2018, чемпионата Европы 2011 и Евролиги 2011, а также «серебро» Олимпийских игр 2016 и «бронзу» Олимпиады-2020.

### Клубная карьера
- …—2006 —  «Лука Бар» (Бар);
- 2006—2009 —  «Поштар-064» (Белград);
- 2009—2012 —  «Рабита» (Баку);
- 2013—2018 —  «Волеро» (Цюрих);
- 2018—2019 —  «Алтай»-2 (Усть-Каменогорск);
- 2019—2021 —  «Альба-Блаж» (Блаж);
- 2021—2024 —  «Лугож».

## Достижения

### Со сборнымиСербии и ЧерногориииСербии
- серебряный (2016) и бронзовый (2020) призёр Олимпийских игр.
- чемпионка мира 2018.
- серебряный призёр розыгрыша Кубка мира 2015.
- бронзовый призёр Гран-при 2011.
- двукратная чемпионка Европы — 2011, 2019;
  - серебряный (2021) и бронзовый (2015) призёр чемпионатов Европы.
- победитель розыгрыша Евролиги 2011.
- бронзовый призёр Европейских игр 2015.
- серебряный призёр молодёжного чемпионата мира 2005.
- серебряный призёр Универсиады 2009.

### С клубами
- 3-кратная чемпионка Сербии — 2007—2009;
- 3-кратный победитель розыгрышей Кубка Сербии — 2007—2009.
- серебряный призёр Кубка Сербии и Черногории 2004.
- 3-кратная чемпионка Азербайджана — 2010—2012.
- 5-кратная чемпионка Швейцарии — 2014—2018.
- 5-кратный победитель розыгрышей Кубка Швейцарии — 2014—2018.
- двукратная обладательница Суперкубка Швейцарии — 2016, 2017.
- чемпионка Румынии 2020;
  - серебряный (2021) и бронзовый (2023) призёр чемпионатов Румынии 2021.
- победитель розыгрыша Кубка Румынии 2021.
- обладатель Суперкубка Румынии 2022.

- победитель чемпионата мира среди клубов 2011;
  - двукратный бронзовых призёр клубных чемпионатов мира — 2015, 2017.
- серебряный призёр Лиги чемпионов ЕКВ 2011.
- бронзовый призёр Кубка Европейской конфедерации волейбола (ЕКВ) 2010.
- двукратный серебряный призёр Кубка вызова ЕКВ — 2021, 2023.

### Индивидуальные
- 2004: лучшая молодая спортсменка Черногории.
- 2005: лучшая принимающая молодёжного чемпионата мира.
- 2005: лучшая молодая спортсменка Черногории.
- 2010: лучшая либеро Кубка ЕКВ.
- 2015: лучшая либеро чемпионата мира среди клубов.
- 2016: MVP Суперкубка Швейцарии.
- 2017: лучшая либеро чемпионата мира среди клубов.